# Kaffovatus
Kaffovatus basilewskyi es una  especie de coleóptero adéfago de la familia Carabidae y el único miembro del género monotípico Kaffovatus.